# 张琼月
张琼月（2004年3月12日—），中国步枪射击运动员，主项为50米步枪三姿。她在2024年夏季奥运会射击女子50米步枪三姿比赛中与美国选手萨根·马达莱纳共同创造了奥运会资格赛纪录并在决赛中获得一枚铜牌。多次获得全国锦标赛、亚运会、亚锦赛、世锦赛、世界杯前三。